# Râul Padina Brata
Râul Padina Brata este un curs de apă, afluent al râului Mândrișag. 

## Hărți
- Munții Anina [nefuncțională – arhivă]
- Harta Județului Caraș-Severin